# Poecilopsis leesi
Poecilopsis leesi är en fjärilsart som beskrevs av Harrison. Poecilopsis leesi ingår i släktet Poecilopsis och familjen mätare. Inga underarter finns listade i Catalogue of Life.